# Boréale
Pour les articles homonymes, voir Boréal.
Boréale est une œuvre de l'artiste français Maxime Adam-Tessier. C'est l'une des œuvres d'art de la Défense, en France, à l'intérieur de la gare RER.

## Description
Boréale prend la forme d'un long bas-relief dont les éléments constituent une sculpture de 26 m de long sur 3 m de large, correspondant aux dimensions initialement prévues pour le mur sur lequel elle est située. Les éléments, en acier inoxydable, sont principalement des rectangles horizontaux, évoquant des lignes de fuite ; au centre et légèrement à droite sont visibles deux éléments circulaires.

## Localisation
L'œuvre est située à l'extrémité du quai compris entre les voies 1 et A de la gare RER, dans la direction Paris. Elle occupe la totalité du mur du fond. Les autres extrémités des quais sont également occupées par deux autres œuvres d'art : Bas-relief en cuivre occupe le mur du quai opposé, dans la même direction ; Traits d'union est située à l'exact opposé, dans la direction Banlieue, et recouvre les murs des deux quais.

## Implantation
L'œuvre est créée en 1969 par Maxime Adam-Tessier. La gare de la Défense est inaugurée en 1970.

## Artiste
Maxime Adam-Tessier (1920-2000) est un sculpteur français.